# Liège-Bastogne-Liège 2007
La 93e édition de la course cycliste Liège-Bastogne-Liège a eu lieu le 29 avril 2007. Elle a été remportée par l'Italien Danilo Di Luca.

## Déroulement de la course
La traditionnelle échappée matinale constituée à l'origine de cinq hommes compte jusqu'à 16 minutes d'avance sur le peloton. Les rescapés de cette échappée sont finalement repris à Sprimont. L'Allemand Stefan Schumacher, récent vainqueur de l'Amstel Gold Race attaque dans la côte du Sart-Tilman et s'isole en tête mais les principaux favoris commencent à rouler et Schumacher est rattrapé et dépassé lors de l'ascension de la côte de Saint-Nicolas. Dans cette côte, les attaques des Italiens Damiano Cunego et Paolo Bettini puis du Néerlandais Michael Boogerd fusent mais sans résultat. C'est après cette côte, à 4 kilomètres de l'arrivée, que le Luxembourgeois Fränk Schleck place une attaque. Seul l'Italien Danilo Di Luca parvient à prendre son sillage. Le duo creuse rapidement un petit écart. Dans la dernière montée avant l'arrivée à Ans, Di Luca décramponne Schleck et file vers la victoire. Le Luxembourgeois est dépassé par l'Espagnol Alejandro Valverde qui s'empare de la deuxième place.

## Classement final
| \| 1. \| Danilo Di Luca \| Italie \| Liquigas \| en \| 6 h 37 min 24 s \| \| 2. \| Alejandro Valverde \| Espagne \| Caisse d'Épargne \| + \| 3 s \| \| 3. \| Fränk Schleck \| Luxembourg \| Team CSC \| \| 3 s \| \| 4. \| Paolo Bettini \| Italie \| Quick Step-Innergetic \| \| 6 s \| \| 5. \| Davide Rebellin \| Italie \| Gerolsteiner \| \| 6 s \| \| 6. \| Michael Boogerd[1] \| Pays-Bas \| Rabobank \| \| 7 s \| \| 7. \| Damiano Cunego \| Italie \| Lampre-Fondital \| \| 9 s \| \| 8. \| Matthias Kessler \| Allemagne \| Astana \| \| 9 s \| \| 9. \| Juan José Cobo \| Espagne \| Saunier Duval-Prodir \| \| 9 s \| \| 10. \| Kim Kirchen \| Luxembourg \| T-Mobile \| \| 9 s \| \| 11. \| Jérôme Pineau \| France \| Bouygues Telecom \| \| 9 s \| \| 12. \| Franco Pellizotti \| Italie \| Liquigas \| \| 9 s \| \| 13. \| Samuel Sánchez \| Espagne \| Euskaltel-Euskadi \| \| 9 s \| \| 14. \| Benoît Salmon \| France \| Agritubel \| \| 15 s \| \| 15. \| John Gadret \| France \| AG2R Prévoyance \| \| 15 s \| |                    |            |                       |    |                 |
| 1. | Danilo Di Luca     | Italie     | Liquigas              | en | 6 h 37 min 24 s |
| 2. | Alejandro Valverde | Espagne    | Caisse d'Épargne      | +  | 3 s             |
| 3. | Fränk Schleck      | Luxembourg | Team CSC              |    | 3 s             |
| 4. | Paolo Bettini      | Italie     | Quick Step-Innergetic |    | 6 s             |
| 5. | Davide Rebellin    | Italie     | Gerolsteiner          |    | 6 s             |
| 6. | Michael Boogerd    | Pays-Bas   | Rabobank              |    | 7 s             |
| 7. | Damiano Cunego     | Italie     | Lampre-Fondital       |    | 9 s             |
| 8. | Matthias Kessler   | Allemagne  | Astana                |    | 9 s             |
| 9. | Juan José Cobo     | Espagne    | Saunier Duval-Prodir  |    | 9 s             |
| 10. | Kim Kirchen        | Luxembourg | T-Mobile              |    | 9 s             |
| 11. | Jérôme Pineau      | France     | Bouygues Telecom      |    | 9 s             |
| 12. | Franco Pellizotti  | Italie     | Liquigas              |    | 9 s             |
| 13. | Samuel Sánchez     | Espagne    | Euskaltel-Euskadi     |    | 9 s             |
| 14. | Benoît Salmon      | France     | Agritubel             |    | 15 s            |
| 15. | John Gadret        | France     | AG2R Prévoyance       |    | 15 s            |